# Tunnelbacken

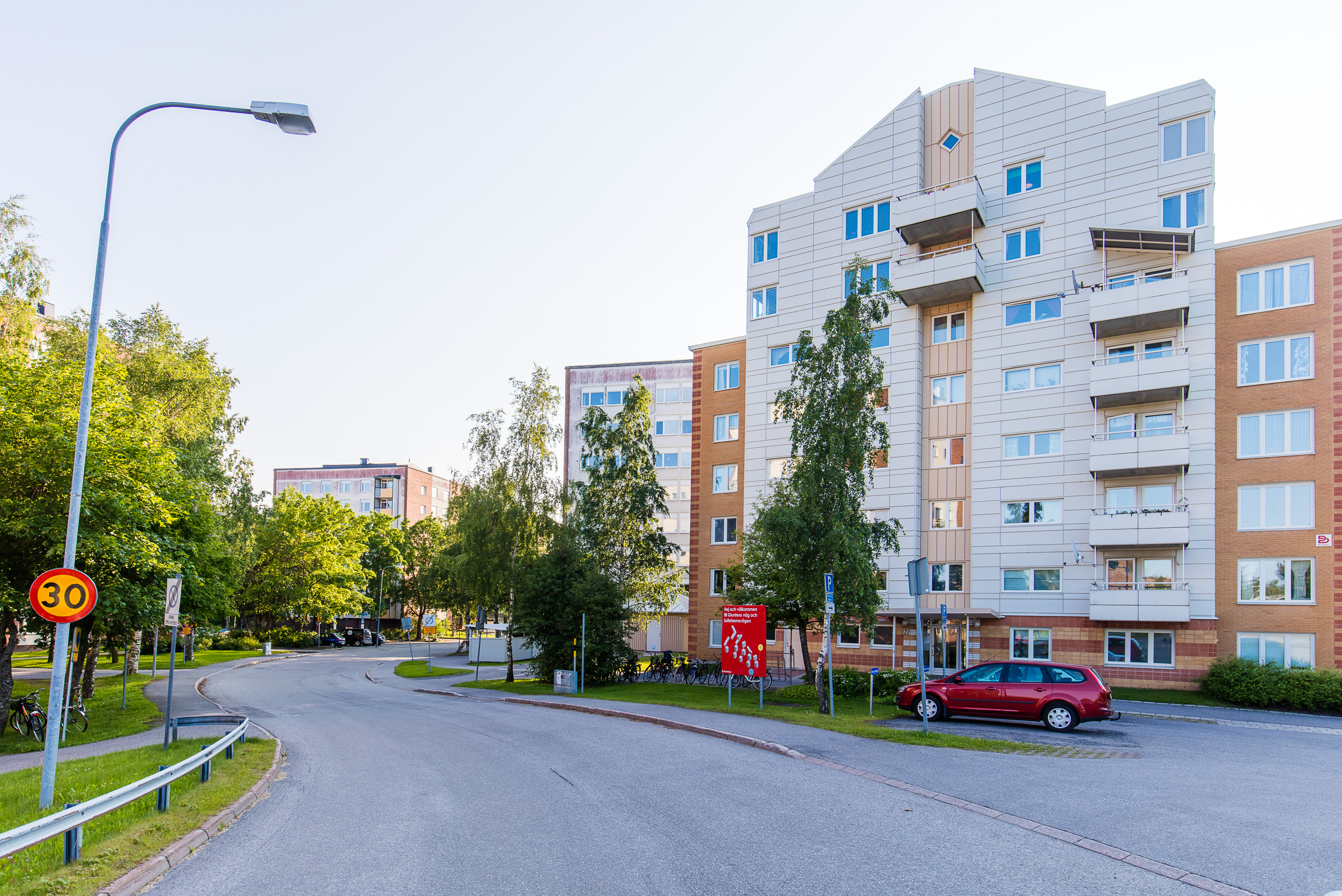
Tunnelbacken.

Tunnelbacken är ett bostadsområde i Umeå och en del av stadsdelen Ålidhem, som ligger i en backe sluttande ner mot Umeälven mellan Norrlands universitetssjukhus och Sofiehem. Igenom och under denna backe går vägtunneln Ålidhemstunneln, därav namnet.
De första husen byggdes på 1950-talet. Innan tunneln invigdes 1992 hette området Ålidbacken – ett namn som lever kvar hos stora delar av allmänheten, kanske beroende på att vägen igenom tunneln fortfarande heter Ålidbacken.